# Dendrobium kentrochilum
Dendrobium kentrochilum är en orkidéart som beskrevs av Joseph Dalton Hooker. Dendrobium kentrochilum ingår i släktet Dendrobium, och familjen orkidéer. Inga underarter finns listade i Catalogue of Life.